# Gâmbuț
Gâmbuț – wieś w Rumunii, w okręgu Marusza, w gminie Bichiș. W 2011 roku liczyła 150 mieszkańców.